# Mathabhanga
Mathabhanga è una suddivisione dell'India, classificata come municipality, di 21.110 abitanti, situata nel distretto di Cooch Behar, nello stato federato del Bengala Occidentale. In base al numero di abitanti la città rientra nella classe III (da 20.000 a 49.999 persone).

## Geografia fisica
La città è situata a 26° 19' 60 N e 89° 13' 0 E e ha un'altitudine di 50 m s.l.m..

## Società

### Evoluzione demografica
Al censimento del 2001 la popolazione di Mathabhanga assommava a 21.110 persone, delle quali 10.757 maschi e 10.353 femmine. I bambini di età inferiore o uguale ai sei anni assommavano a 2.261, dei quali 1.119 maschi e 1.142 femmine. Infine, coloro che erano in grado di saper almeno leggere e scrivere erano 16.085, dei quali 8.709 maschi e 7.376 femmine.